# Carlos de Borbón-Soissons
Carlos de Borbón-Soissons (Nogent-le-Rotrou, 3 de noviembre de 1566 - Blandy, 1 de noviembre de 1612), fue conde de Soissons y príncipe de Francia.

## Vida
Carlos era hijo de Luis I de Borbón-Condé y de su segunda esposa Francisca de Orleans-Longueville, y primo hermano del rey Enrique IV de Francia.
Nacido en Nogent-le-Rotrou, Carlos se unió a la Liga Católica durante las Guerras de Religión a pesar de que el resto de su familia era protestante. Posteriormente su primo Enrique consiguió captar a Carlos para la causa protestante, aunque más tarde fue el propio Enrique quien se convirtió al catolicismo.
Enrique le nombró gobernador de la provincia de Bretaña en 1589, del Delfinado en 1602 y de Normandía en 1610. Tras la muerte de Enrique ese mismo año, Carlos se opuso a la política de su viuda, la regente María de Médici. Entre 1611 y 1612 ocupó el cargo de Teniente general de la Nueva Francia, aunque nunca estuvo en América.

### Matrimonio e hijos
En 1601, contrajo matrimonio con Ana de Montafié, Señora de Lucé, con la que tuvo cinco hijos, de los cuales solo tres sobrevivieron la infancia:
- Luisa de Borbón-Soissons (1603-1637), señora de Soissons, casada con Enrique II de Orleans.
- Luis de Borbón-Soissons (1604-1641), conde de Soissons.
- María de Borbón-Soissons (1606-1692), condesa de Soissons, casada con Tomás de Saboya-Carignano.

Carlos de Borbón-Soissons murió en 1612 a la edad de 42 años en el Castillo de Blandy-les-Tours, Francia.